# Veliki komet iz leta 1843
Véliki komet iz leta 1843 ali C/1843 D1 in 1843 I je komet, ki je postal izredno svetel v marcu 1843. Znan je tudi kot Veliki marčni komet iz leta 1843.
Odkrili so ga 5. februarja 1843. Zelo hitro je postajal svetlejši, tako da ga lahko prištevamo med Velike komete. Komet je član Kreutzove družine kometov, ki so nastali pri razpadu starševskega kometa X/1106 C1 v letu okoli 1106. Ti kometi letijo zelo blizu Sonca in takrat postanejo izredno svetli. 
Najprej so ga opazili v začetku februarja 1843. Letel je proti prisončju, ki je bilo bliže kot 830.000 km od Sonca. V tem času so ga lahko opazovali tudi podnevi skoraj 1 ° od Sonca .
6. marca 1843 je letel tudi blizu Zemlje. Najbolje je bil viden za opazovalce na južni polobli. Najlepše se je videl 19. aprila 1843. Takrat je letel bliže Soncu kot katerokoli znano nebesno telo. 
Komet je razvil izredno dolg rep med in po prehodu prisončja. Rep je bil daljši od 2 a.e. To je bil tudi najdaljši kometov rep vse do leta 1996, ko je Komet Hyakutake razvil dvakrat daljši rep.